# Flaga obwodu orenburskiego
Flaga obwodu orenburskiego, zatwierdzona 29 października 1997, to czerwony, prostokątny materiał w proporcjach (szerokość do długości) 2:3, w którego centrum znajduje się herb obwodu orenburskiego. Wysokość herbu stanowi 0,6 szerokości materiału.